# Encephalartos princeps
Encephalartos princeps R.A.Dyer, 1965 è una pianta appartenente alla famiglia delle Zamiaceae, endemica del Sudafrica.

## Descrizione
È una specie a portamento arborescente, con fusto alto sino a 6 m, eretto, talora decombente o addirittura pendente, di 40–60 cm di diametro.
Le foglie, pennate, disposte a corona all'apice del fusto, sono lunghe 100–130 cm, di colore dal verde-argenteo al verde-bluastro, con un picciolo lungo 15–26 cm. Sono formate da numerose foglioline lanceolate, opposite, lunghe 15–19 cm e larghe 13–20 mm, di consistenza coriacea, inserite sul rachide con un angolo di 45°.
È una specie dioica; gli esemplari maschili hanno usualmente da 1 a 3 coni, sub-cilindrici, di colore verde oliva, lunghi 16–26 cm e con diametro di 8–10 cm; quelli femminili presentano da 1 a 3 coni, ovoidali, lunghi 30–40 cm, 20–25 cm di diametro.
I semi sono ovoidali, lunghi 24–26 mm, ricoperti da un tegumento rosso.

## Distribuzione e habitat
L'areale di E. princeps è limitato alla provincia del Capo Orientale (Sudafrica).

Cresce lungo i pendii rocciosi di dolerite che costeggiano i fiumi Black Kei, Great Kei e Kubusi, nelle aree di Cathcart, Stutterheim e Komga, da 200 a 800 m di altitudine. Si tratta di un habitat semidesertico, con precipitazioni annue di 450–500 mm.

## Conservazione
La IUCN Red List classifica E. princeps come specie vulnerabile.

La specie è inserita nella Appendice I della Convention on International Trade of Endangered Species (CITES)